# Jean Ier de Thourotte
Pour les articles homonymes, voir Jean de Thourotte (homonymie).
Jean Ier de Thourotte ou Jean Ier de Thorotte (né vers 1135 - † en 1176 ou 1177) est le fils de Guy Ier de Thourotte. Il est châtelain de Thourotte et de Noyon au milieu du XIIe siècle.

## Biographie
Jean Ier, devient châtelain de Thourotte et Noyon après 1156 à la mort de son père Guy Ier de Thourotte, tandis que son frère Guy II devient châtelain de Coucy.
Vers 1170, il réalise un mariage prestigieux avec la capétienne Alix de Dreux, fille de Robert Ier de Dreux, cinquième fils du roi de France Louis VI le Gros, et d'Harvise d'Évreux, mais déjà deux fois veuve.

## Mariage et enfants
Vers 1170, il épouse, en tant que troisième mari, Alix de Dreux, d'origine capétienne, fille de Robert Ier de Dreux, cinquième fils du roi de France Louis VI le Gros, et d'Harvise d'Évreux, veuve de Valéran III de Breteuil puis de Guy II de Châtillon, dont il a plusieurs enfants :
- Guy de Thourotte, probablement mort jeune et sans descendance[2].
- Jean II de Thourotte, qui succède à son père[2].
- Jeanne de Thourotte, qui épouse Gérard, seigneur de Ronzoy et d’Hargicourt[1].
- Philippe de Thourotte, seigneur de Plessis, qui épouse Cécile de Chevreuse[1].
- Gervais de Thourotte, qui épouse Comtesse, dont il a trois enfants[1] :
  - Louis de Thourotte.
  - Robert de Thourotte, qui a un enfant nommé Jean de Thourotte
  - Ansel de Thourotte.

De nouveau veuve, Alix de Dreux épousera en quatrièmes noces Raoul Ier, comte de Soissons.

## Source
- Marie Henry d'Arbois de Jubainville, Histoire des Ducs et Comtes de Champagne, 1865.